# Paraepepeotes albomaculatus
Paraepepeotes albomaculatus là một loài bọ cánh cứng trong họ Cerambycidae.